# بيرغر رود
بيرغر رود (بالنرويجية: Birger Ruud)‏ هو متزحلق جبال الألب نرويجي، ولد في 23 أغسطس 1911 في كونغسبرغ في النرويج، وتوفي بنفس المكان في 13 يونيو 1998.

## وصلات خارجية
- بيرغر رود على موقع الاتحاد الدولي للتزلج (التزلج على المنحدرات الثلجية) (الإنجليزية)
- بيرغر رود على موقع الاتحاد الدولي للتزلج (القفز التزلجي) (الإنجليزية)
- بيرغر رود على موقع اللجنة الأولمبية الدولية (الإنجليزية)
- بيرغر رود على موقع أوليمبيديا (الإنجليزية)
- بيرغر رود على موقع IMDb (الإنجليزية)
- بيرغر رود على موقع الموسوعة البريطانية (الإنجليزية)
- بيرغر رود على موقع مونزينجر (الألمانية)